# Formula 2 giapponese 1986
La stagione 1986 della Formula 2 giapponese fu disputata in 8 gare. Vi presero parte 14 differenti team, 19 differenti piloti, 2 differenti telaisti e 3 differenti motoristi. Fu l'ultima per la categoria, prima del passaggio all'utilizzo di vetture di Formula 3000. La serie venne vinta dal pilota nipponico Satoru Nakajima su March 86J-Honda.

## La pre-stagione

### Calendario
| Gara | Nome                            | Circuito           | Giri | Lunghezza | Data         |
| ---- | ------------------------------- | ------------------ | ---- | --------- | ------------ |
| 1    | Suzuka Big 2&4 Race             | Circuito di Suzuka |      |           | 9 marzo      |
| 2    | Cara International Cup          | Circuito del Fuji  |      |           | 20 aprile    |
| 3    | All Japan F2 All Star Race      | Circuito di Mine   |      |           | 11 maggio    |
| 4    | John Player Special Trophy Race | Circuito di Suzuka |      |           | 25 maggio    |
| 5    | Suzuka Gold Trophy              | Circuito di Suzuka |      |           | 6 luglio     |
| 6    | RRC Fuji F2 Champions Race      | Circuito del Fuji  |      |           | 10 agosto    |
| 7    | Suzuka Great 20 2&4 Race        | Circuito di Suzuka |      |           | 28 settembre |
| 8    | JAF Suzuka Grand Prix           | Circuito di Suzuka |      |           | 2 novembre   |

- Tutte le corse sono disputate in Giappone.

## Piloti e team
| Team                          | Telaio                                | Nr. | Pilota              | Gare          |
| ----------------------------- | ------------------------------------- | --- | ------------------- | ------------- |
| Heroes Racing with Nakajima   | March 86J-Honda                       | 1   | Satoru Nakajima     | Tutte         |
| Hoshino Racing                | March 86J-Honda                       | 2   | Kazuyoshi Hoshino   | Tutte         |
| Speed Box Motor Sports        | March 85J-Yamaha                      | 3   | Eje Elgh            | Tutte         |
| Speed Star Wheel Racing Team  | March 85J-Yamaha March 86B/86J-Yamaha | 5   | Masahiro Hasemi     | Tutte         |
| Speed Star Wheel Racing Team  | March 86J-Yamaha                      | 6   | Yoshiyasu Tachi     | 1-6, 8        |
| Yura Takuya Racing Team       | March 86J-Yamaha                      | 7   | Geoff Lees          | Tutte         |
| Yura Takuya Racing Team       | March 85J-Yamaha                      | 11  | Aguri Suzuki        | 8             |
| Cabin Racing                  | March 86J-Yamaha                      | 8   | Keiji Matsumoto     | Tutte         |
| Cabin Racing                  | March 86J-Yamaha                      | 18  | Akio Morimoto       | 8             |
| Marlboro Team Nova            | March 85J-Honda March 86J-Honda       | 9   | Mike Thackwell      | Tutte         |
| Takeshi Project Racing Team   | March 842-BMW March 85J-Yamaha        | 10  | Hideshi Matsuda     | 1-2, 4-8      |
| Team Equip                    | Maurer MM81-BMW                       | 12  | Kengo Nakamoto      | 1, 4          |
| Leyton House Racing Team      | March 86J-Yamaha                      | 16  | Akira Hagiwara      | 1             |
| Leyton House Racing Team      | March 86J-Yamaha                      | 16  | Ivan Capelli        | 5-6, 8        |
| Leyton House Racing Team      | March 86J-Yamaha                      | 16  | Masanori Sekyia     | 7             |
| Advan Sports Tomei            | March 86J-Yamaha                      | 24  | Keiji Takahashi     | Tutte         |
| Team JPS Advan                | March 85J-Yamaha March 86J-Yamaha     | 25  | Kunimitsu Takahashi | Tutte         |
| Advan Sports Shigeyama Racing | March 86J-Yamaha                      | 26  | Takao Wada          | Tutte         |
| Shimizu Racing                | March 85J-Yamaha                      | 33  | Masamoto Shimizu    | 1-2, 4-5, 7-8 |

## Risultati e classifiche

### Risultati
| Gara | Circuito | Tempo | Velocità | Pole position   | GPV               | Vincitore         | Vettura      |
| ---- | -------- | ----- | -------- | --------------- | ----------------- | ----------------- | ------------ |
| 1    | Suzuka   |       |          | Geoff Lees      | ??                | Keiji Matsumoto   | March-Yamaha |
| 2    | Fuji     |       |          | Satoru Nakajima | ??                | Geoff Lees        | March-Yamaha |
| 3    | Mine     |       |          | Keiji Matsumoto | ??                | Keiji Matsumoto   | March-Yamaha |
| 4    | Suzuka   |       |          | Satoru Nakajima | Kazuyoshi Hoshino | Satoru Nakajima   | March-Honda  |
| 5    | Suzuka   |       |          | Satoru Nakajima | ??                | Kazuyoshi Hoshino | March-Honda  |
| 6    | Fuji     |       |          | Satoru Nakajima | ??                | Mike Thackwell    | March-Honda  |
| 7    | Suzuka   |       |          | Satoru Nakajima | Kazuyoshi Hoshino | Kazuyoshi Hoshino | March-Honda  |
| 8    | Suzuka   |       |          | Geoff Lees      | ??                | Kazuyoshi Hoshino | March-Honda  |

### Classifica piloti
I punti sono assegnati secondo lo schema seguente:
| Sistema di punteggio | Sistema di punteggio | Sistema di punteggio | Sistema di punteggio | Sistema di punteggio | Sistema di punteggio | Sistema di punteggio | Sistema di punteggio | Sistema di punteggio | Sistema di punteggio | Sistema di punteggio |
| Posizione            | 1º                   | 2º                   | 3º                   | 4º                   | 5º                   | 6º                   | 7º                   | 8º                   | 9º                   | 10º                  |
| -------------------- | -------------------- | -------------------- | -------------------- | -------------------- | -------------------- | -------------------- | -------------------- | -------------------- | -------------------- | -------------------- |
| Punti                | 20                   | 15                   | 12                   | 10                   | 8                    | 6                    | 4                    | 3                    | 2                    | 1                    |

Contano i 6 migliori risultati.
| Pos | Pilota              | 2&4 | CAR | ALL | JPS | SGT | RRC | GRT | JAF | Punti validi |
| --- | ------------------- | --- | --- | --- | --- | --- | --- | --- | --- | ------------ |
| 1   | Satoru Nakajima     | 2   | 2   | 4   | 1   | 2   | 3   | 2   | 4   | 92 (112)     |
| 2   | Kazuyoshi Hoshino   | Rit | 3   | Rit | 2   | 1   | 12  | 1   | 1   | 87           |
| 3   | Geoff Lees          | Rit | 1   | 3   | 3   | 4   | 4   | 10  | 2   | 79 (80)      |
| 4   | Keiji Matsumoto     | 1   | 5   | 1   | 5   | 5   | 5   | Rit | Rit | 72           |
| 5   | Mike Thackwell      | 4   | 8   | 6   | 7   | 3   | 1   | 3   | 5   | 68 (75)      |
| 6   | Eje Elgh            | 5   | 10  | 2   | 9   | 8   | 10  | 4   | 7   | 42 (44)      |
| 7   | Ivan Capelli        |     |     |     |     | 6   | 2   |     | 3   | 33           |
| 8   | Takao Wada          | 3   | 4   | 9   | 6   | 12  | 9   | 11  | 11  | 32           |
| 9   | Masahiro Hasemi     | 7   | 7   | 5   | 11  | 7   | 7   | 7   | 9   | 28 (30)      |
| 10  | Kunimitsu Takahashi | 6   | Rit | 8   | 8   | 9   | 11  | 5   | Rit | 22           |
| 11  | Yoshiyasu Tachi     | Rit | 9   | Rit | 4   | Rit | 6   |     | 6   | 21           |
| 12  | Keiji Takahashi     | Rit | 6   | 7   | 10  | 10  | 8   | Rit | 10  | 16           |
| 13  | Masanori Sekyia     |     |     |     |     |     |     | 6   |     | 6            |
| 13  | Aguri Suzuki        |     |     |     |     |     |     |     | 6   | 6            |
| 15  | Masamoto Shimizu    | 8   | 12  |     | 13  | NP  |     | 8   | 13  | 6            |
| 16  | Hideshi Matsuda     | 9   | 11  |     | 12  | 11  | Rit | 9   | 12  | 4            |
|     | Akira Hagiwara      | Rit |     |     |     |     |     |     |     | -            |
|     | Kengo Nakamoto      | Rit |     |     | Rit |     |     |     |     | -            |
|     | Akio Morimoto       |     |     |     |     |     |     |     | Rit | -            |
| Pos | Pilota              | 2&4 | CAR | ALL | JPS | SGT | RRC | GRT | JAF | Punti validi |

| Colore  | Risultato             |
| ------- | --------------------- |
| Oro     | Vincitore             |
| Argento | 2º posto              |
| Bronzo  | 3º posto              |
| Verde   | Finito a punti        |
| Blu     | Finito senza punti    |
| Viola   | Ritirato (Rit)        |
| Viola   | Non classificato (NC) |
| Rosso   | Non qualificato (NQ)  |
| Nero    | Squalificato (SQ)     |
| Bianco  | Non partito (NP)      |
| Bianco  | Non ha gareggiato     |
| Bianco  | Infortunato (INF)     |
| Bianco  | Escluso (ES)          |
| Bianco  | Gara cancellata (C)   |